# Fédération suisse des sourds
Pour les articles homonymes, voir FSS.
La Fédération suisse des sourds (SGB-FSS), une organisation non-gouvernementale suisse créée en 1946, représente les personnes et les associations sourdes suisses.
Les buts de la FSS sont la reconnaissance de la langue des signes, le bilinguisme et l'égalité des droits et des chances. Elle est membre de la Fédération mondiale des sourds (FMS) et de l'Union européenne des sourds (EUD).

## Histoire
En 2022, après avoir mené campagne pour exiger une loi fédérale consacrée aux langues des signes, la SGB-FSS se voit refuser cette requête par le conseil fédéral.

## Organisation
- Siège à Lausanne
- 3 sections provinciales

### Sources
- Fonds : Association suisse des sourds démutisés (1881 - 1992) [31,40 mètres linéaires].  Cote : CH-000053-1 PP 799. Archives cantonales vaudoises (présentation en ligne).